# Montgomery Township (New Jersey)
Montgomery Township ist ein Township im Somerset County, New Jersey, USA. Das U.S. Census Bureau ermittelte bei der Volkszählung 2020 eine Einwohnerzahl von 23.690.

## Geographie
Nach den Angaben des United States Census Bureaus hat die Stadt eine Gesamtfläche von 84,5 km2, wobei keine Wasserflächen miteinberechnet sind.

## Geschichte
Montgomery Township wurde 1702 von niederländischen und englischen Siedlern gegründet. In den militärischen Bewegungen der Revolutionären Kriege passierte General Washington das Gebiet um diese Stadt. Dies passierte in der ersten Dezemberwoche von 1776. Benannt ist das Township nach Richard Montgomery einem General des Unabhängigkeitskrieges.

## Demographie
Nach der Volkszählung von 2000 gibt es 17.481 Menschen, 5.803 Haushalte und 4.781 Familien in der Gemeinde. Die Bevölkerungsdichte beträgt 206,9 Einwohner pro km2. 84,55 % der Bevölkerung sind Weiße, 2,07 % Afroamerikaner, 0,09 % amerikanische Ureinwohner, 11,50 % Asiaten, 0,01 % pazifische Insulaner, 0,46 % anderer Herkunft und 1,32 % Mischlinge. 2,21 % sind Latinos unterschiedlicher Abstammung.
Von den 5.803 Haushalten haben 51,1 % Kinder unter 18 Jahre. 75,5 % davon sind verheiratete, zusammenlebende Paare, 5,3 % sind alleinerziehende Mütter, 17,6 % sind keine Familien, 14,2 % bestehen aus Singlehaushalten und in 3,5 % Menschen sind älter als 65. Die Durchschnittshaushaltsgröße beträgt 2,99, die Durchschnittsfamiliengröße 3,33.
32,9 % der Bevölkerung sind unter 18 Jahre alt, 3,9 % zwischen 18 und 24, 31,9 % zwischen 25 und 44, 24,4 % zwischen 45 und 64, 6,8 % älter als 65. Das Durchschnittsalter beträgt 37 Jahre. Das Verhältnis Frauen zu Männer beträgt 100:97,4, für Menschen älter als 18 Jahre beträgt das Verhältnis 100:93,8.
Das jährliche Durchschnittseinkommen der Haushalte beträgt 118.850 USD, das Durchschnittseinkommen der Familien 129.150 USD. Männer haben ein Durchschnittseinkommen von 86.687 USD, Frauen 55.441 USD. Der Prokopfeinkommen der Stadt beträgt 48.699 USD. 1,5 % der Bevölkerung und 1,4 % der Familien leben unterhalb der Armutsgrenze, davon sind 1,2 % Kinder oder Jugendliche jünger als 18 Jahre und 1,3 % der Menschen sind älter als 65.